# 贮存图书馆
贮存图书馆又称保存图书馆、储备图书馆、储存图书馆、寄存图书馆，是专门收藏利用率相对较低的文献资源的图书馆。1900年，哈佛大学率先建立贮存图书馆。1975年，蘇聯指定55个馆为蘇聯的贮存图书馆。